# Festival da Canção 2021
La cinquantacinquesima edizione del Festival da Canção si è tenuto dal 20 febbraio al 6 marzo 2021 in Portogallo e ha selezionato il rappresentante nazionale all'Eurovision Song Contest 2021.
I vincitori sono stati The Black Mamba con Love Is on My Side.

## Organizzazione
Dopo la cancellazione dell'Eurovision Song Contest 2020 a causa della pandemia di COVID-19, il 16 ottobre 2020 l'emittente portoghese RTP ha confermato la sua partecipazione all'edizione del 2021, ospitata nuovamente dalla città olandese di Rotterdam, annunciando inoltre l'organizzazione di una nuova edizione del Festival da Canção, da decenni utilizzato come selezione nazionale per il contest. Pertanto, Elisa Silva, la vincitrice dell'edizione precedente del festival, non è stata riconfermata come rappresentante eurovisiva portoghese.
Il programma si terrà fra fine febbraio e inizio marzo 2021 negli studi televisivi di RTP di Lisbona. L'evento sarà diviso in tre serate: due semifinali, in ciascuna delle quali si esibiranno dieci concorrenti e da ciascuna delle quali si qualificheranno cinque artisti, e una finale. I risultati saranno decretati da una combinazione di televoto e voto di una giuria esperta.

## Partecipanti
Il 4 dicembre 2020 RTP ha pubblicato la lista dei compositori delle venti canzoni: gli autori di diciotto dei brani sono stati invitati direttamente dall'emittente, mentre quelli dei due rimanenti sono stati scelti fra 693 proposte. La lista dei partecipanti è stata annunciata dall'emittente il 20 gennaio 2021.
| Artista                | Brano                    | Lingua     | Autori                                          |
| ---------------------- | ------------------------ | ---------- | ----------------------------------------------- |
| Ana Tereza             | Com um abraço            | Portoghese | Viviane, Tó Viegas                              |
| Ariana                 | Mundo melhor             | Portoghese | Virgul, Alex D'Alva                             |
| Carolina Deslandes     | Por um triz              | Portoghese | Carolina Deslandes                              |
| Da Chick               | I Got Music              | Inglese    | Da Chick                                        |
| Eu.clides              | Volte-face               | Portoghese | Pedro da Linha, Tota                            |
| Fábia Maia             | Dia lindo                | Portoghese | Fábia Maia                                      |
| Graciela               | A vida sem acontecer     | Portoghese | João Vieira                                     |
| Ian                    | Mundo                    | Portoghese | Ian                                             |
| Irma                   | Livros                   | Portoghese | Irma, Pity                                      |
| Joana Alegre           | Joana do mar             | Portoghese | Joana Alegre                                    |
| Karetus & Romeu Bairos | Saudade                  | Portoghese | Karetus, Romeu Bairos                           |
| Mema.                  | Claro como água          | Portoghese | Stereossauro, Mema                              |
| Miguel Marôco          | Girassol                 | Portoghese | Miguel Marôco                                   |
| Nadine                 | Cheguei aqui             | Portoghese | Anne Victorino D'Almeida, Tiago Torres da Silva |
| Neev                   | Dancing in the Stars     | Inglese    | Neev                                            |
| Pedro Gonçalves        | Não vou ficar            | Portoghese | Pedro Gonçalves                                 |
| Sara Afonso            | Contramão                | Portoghese | Filipe Melo, Teresa Sequeira                    |
| Tainá                  | Jasmim                   | Portoghese | Tainá                                           |
| The Black Mamba        | Love Is on My Side       | Inglese    | Pedro "Tatanka" Caldeira                        |
| Valéria                | Na mais profunda saudade | Portoghese | Hélder Moutinho                                 |

## Semifinali

### Prima semifinale
La prima semifinale si è tenuta il 20 febbraio 2021 presso gli studi televisivi di RTP a Lisbona, ed è stata presentata da Jorge Gabriel e Sónia Araújo.
Ad accedere alla finale sono stati The Black Mamba, Valéria, Fábia Maia, Karetus & Romeu Bairos e Sara Afonso.
| #  | Artista                | Brano                    | Punteggio | Punteggio | Punteggio | Posizione |
| #  | Artista                | Brano                    | Giuria    | Televoto  | Totale    | Posizione |
| -- | ---------------------- | ------------------------ | --------- | --------- | --------- | --------- |
| 1  | The Black Mamba        | Love Is on My Side       | 10        | 12        | 22        | 1         |
| 2  | Valéria                | Na mais profunda saudade | 6         | 10        | 16        | 3         |
| 3  | Mema.                  | Claro como água          | 2         | 1         | 3         | 10        |
| 4  | Nadine                 | Cheguei aqui             | 1         | 6         | 7         | 9         |
| 5  | Miguel Marôco          | Girassol                 | 3         | 5         | 8         | 8         |
| 6  | Fábia Maia             | Dia lindo                | 8         | 2         | 10        | 5         |
| 7  | Irma                   | Livros                   | 5         | 3         | 8         | 6         |
| 8  | Karetus & Romeu Bairos | Saudade                  | 7         | 8         | 15        | 4         |
| 9  | Sara Afonso            | Contramão                | 12        | 7         | 19        | 2         |
| 10 | Ian                    | Mundo                    | 4         | 4         | 8         | 7         |

### Seconda semifinale
La seconda semifinale si è tenuta il 27 febbraio 2021 presso gli studi televisivi di RTP a Lisbona, ed è stata presentata da Tânia Ribas de Oliveira e José Carlos Malato.
| #  | Artista            | Brano                | Punteggio | Punteggio | Punteggio | Posizione |
| #  | Artista            | Brano                | Giuria    | Televoto  | Totale    | Posizione |
| -- | ------------------ | -------------------- | --------- | --------- | --------- | --------- |
| 1  | Da Chick           | I Got Music          | 1         | 5         | 6         | 10        |
| 2  | Tainá              | Jasmim               | 4         | 2         | 6         | 9         |
| 3  | Ariana             | Mundo melhor         | 6         | 1         | 7         | 8         |
| 4  | Eu.clides          | Volte-face           | 10        | 3         | 13        | 4         |
| 5  | Joana Alegre       | Joana do mar         | 7         | 8         | 15        | 3         |
| 6  | Pedro Gonçalves    | Não vou ficar        | 3         | 7         | 10        | 5         |
| 7  | Ana Tereza         | Com um abraço        | 5         | 4         | 9         | 6         |
| 8  | Carolina Deslandes | Por um triz          | 12        | 10        | 22        | 1         |
| 9  | Graciela           | A vida sem acontecer | 2         | 6         | 8         | 7         |
| 10 | Neev               | Dancing in the Stars | 8         | 12        | 20        | 2         |

## Finale
La finale dell'evento si è tenuta il 6 marzo 2021 presso gli studi televisivi di RTP a Lisbona, ed è stata presentata da Filomena Cautela e Vasco Palemirim. Contrariamente alle semifinali, il voto della giuria è stato sostituito dai voti di 7 giurie regionali (Nord, Centro, Lisbona, Alentejo, Azzorre, Madera e Algarve).
A vincere il voto della giuria e il televoto sono stati rispettivamente Carolina Deslandes e Neev; tuttavia i Black Mamba, a seguito della somma delle votazioni, sono stati dichiarati vincitori battendo allo spareggio Carolina Deslandes.
| #  | Artista                | Brano                    | Punteggio | Punteggio | Punteggio | Posizione |
| #  | Artista                | Brano                    | Giuria    | Televoto  | Totale    | Posizione |
| -- | ---------------------- | ------------------------ | --------- | --------- | --------- | --------- |
| 1  | Karetus & Romeu Bairos | Saudade                  | 4         | 6         | 10        | 6         |
| 2  | Joana Alegre           | Joana do mar             | 6         | 3         | 9         | 7         |
| 3  | Fábia Maia             | Dia lindo                | 2         | 1         | 3         | 10        |
| 4  | Valéria                | Na mais profunda saudade | 3         | 7         | 10        | 5         |
| 5  | Carolina Deslandes     | Por um triz              | 12        | 8         | 20        | 2         |
| 6  | Neev                   | Dancing in the Stars     | 5         | 12        | 17        | 3         |
| 7  | Pedro Gonçalves        | Não vou ficar            | 1         | 4         | 5         | 9         |
| 8  | Sara Afonso            | Contramão                | 8         | 5         | 13        | 4         |
| 9  | Eu.clides              | Volte-face               | 7         | 2         | 9         | 8         |
| 10 | The Black Mamba        | Love Is on My Side       | 10        | 10        | 20        | 1         |